# Latrobe City Tennis International
Il Latrobe City Tennis International è un torneo professionistico di tennis giocato su campi in cemento. Fa parte dell'ITF Men's Circuit e dell'ITF Women's Circuit. Si gioca annualmente a Traralgon in Australia.

## Albo d'oro

### Singolare maschile
| Anno | Campione          | Finalista     | Punteggio           |
| ---- | ----------------- | ------------- | ------------------- |
| 2008 | John Millman      | Andrew Coelho | 6-2, 6-3            |
| 2009 | Non disputato     |               |                     |
| 2010 | Amir Weintraub    | Samuel Groth  | 6-2, 6-4            |
| 2011 | Benjamin Mitchell | Michael Venus | 7–6(3), 6(2)–7, 6–0 |
| 2012 | Benjamin Mitchell | Luke Saville  | 6–3, 2–6, 6–1       |

### Doppio maschile
| Anno | Campioni                        | Finalisti                        | Punteggio         |
| ---- | ------------------------------- | -------------------------------- | ----------------- |
| 2008 | Dane Propoggia Matt Reid        | Jared Easton Mikal Statham       | 6-3, 6-4          |
| 2009 | Non disputato                   |                                  |                   |
| 2010 | Colin Ebelthite Adam Feeney     | Samuel Groth Sebastian Rieschick | 6-3, 4-6, [15-13] |
| 2011 | Luke Saville Andrew Whittington | John Peers Dane Propoggia        | 4–6, 6–4, [10–5]  |
| 2012 | Jose Statham Michael Venus      | Matthew Barton Michael Look      | 3–6, 6–3, [11–9]  |

### Singolare femminile
| Anno | Campionessa     | Finalista       | Punteggio     |
| ---- | --------------- | --------------- | ------------- |
| 2011 | Casey Dellacqua | Sacha Jones     | 7–5, 7–6(8–6) |
| 2012 | Ashleigh Barty  | Arina Rodionova | 6–2, 6–3      |

### Doppio femminile
| Anno | Campionesse                       | Finaliste                       | Punteggio             |
| ---- | --------------------------------- | ------------------------------- | --------------------- |
| 2011 | Stephanie Bengson Tyra Calderwood | Monique Adamczak Bojana Bobusic | 6–7(2–7), 6–1, [10–8] |
| 2012 | Cara Black Arina Rodionova        | Ashleigh Barty Sally Peers      | 2–6, 7–6(7–4), [10–8] |